# Sermoise
Sermoise ist eine französische Gemeinde mit 347 Einwohnern (Stand: 1. Januar 2022) im Département Aisne in der Region Hauts-de-France (frühere Region: Picardie). Sie gehört zum Arrondissement Soissons und zum Kanton Soissons-2.

## Lage
Die an der Soissons mit Reims verbindenden Route nationale 31 (Europastraße 46) rund acht Kilometer östlich von Soissons gelegene Gemeinde erstreckt sich im Norden bis zum linken Ufer der Aisne. Die Gemeinde liegt an der stillgelegten und teilweise abgebauten Bahnstrecke von Soissons nach Bazoches-et-Saint-Thibaut durch das Tal der Vesle. Nachbargemeinden von Sermoise sind Missy-sur-Aisne und Condé-sur-Aisne im Norden, Ciry-Salsogne im Osten und Acy im Südwesten und Westen.

## Bevölkerungsentwicklung
| Jahr      | 1962 | 1968 | 1975 | 1982 | 1990 | 1999 | 2006 | 2012 | 2022 |
| Einwohner | 288  | 302  | 289  | 300  | 361  | 341  | 319  | 339  | 347  |

## Sehenswürdigkeiten
- Kirche Saint-Rémi

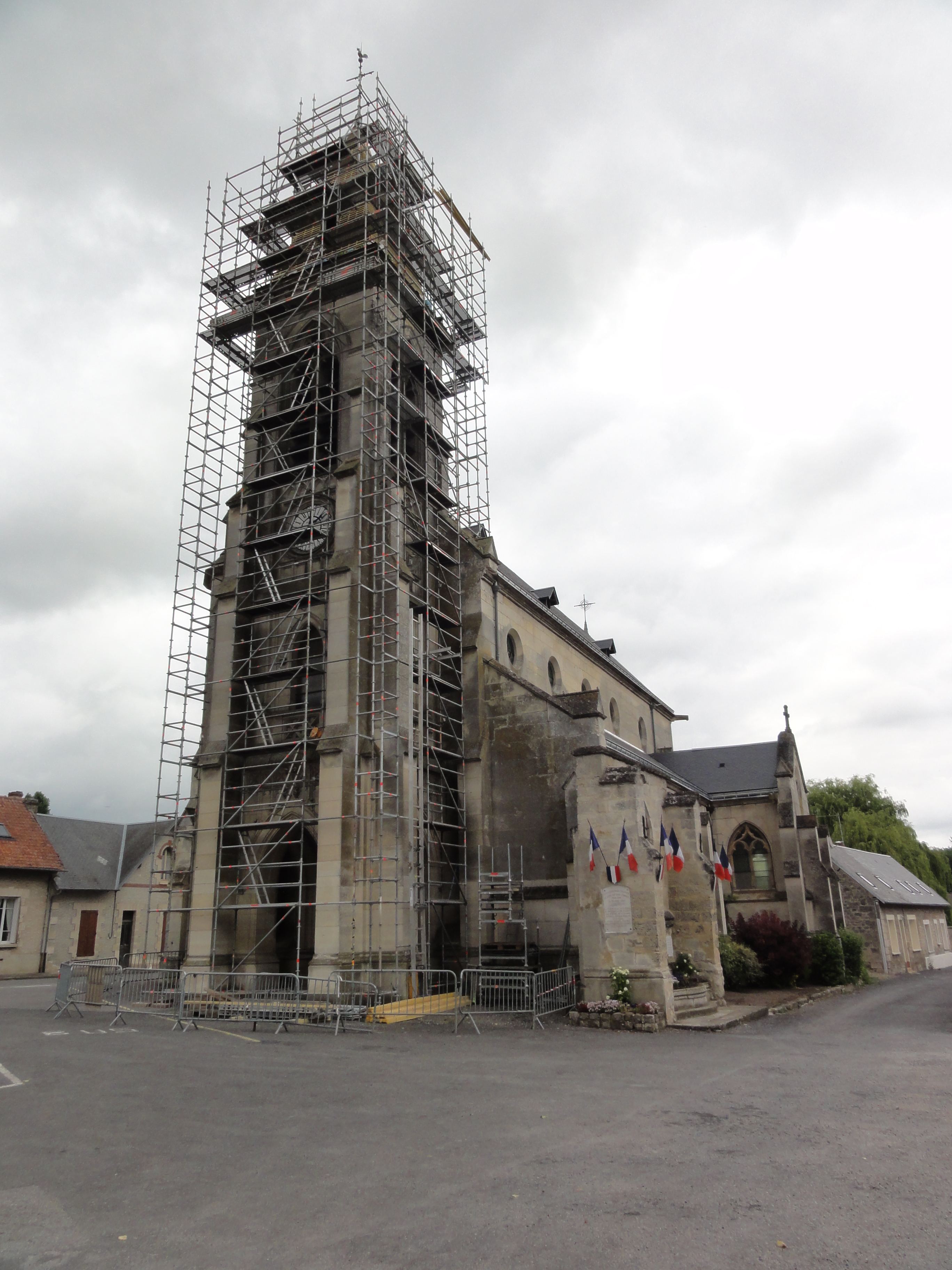
Kirche Saint-Rémi während der Restaurierung 2015
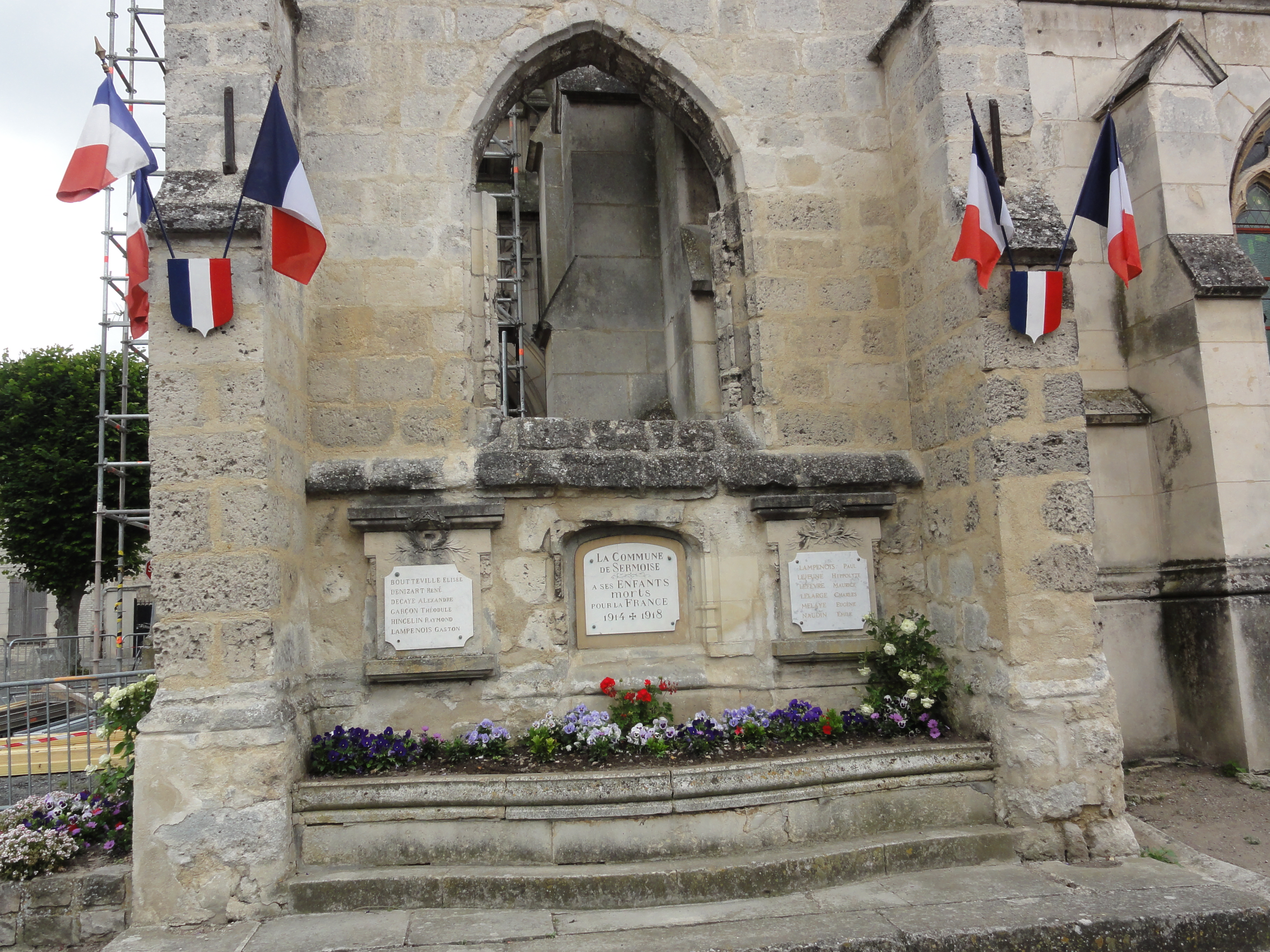
Gefallenendenkmal